# Vanilla siamensis

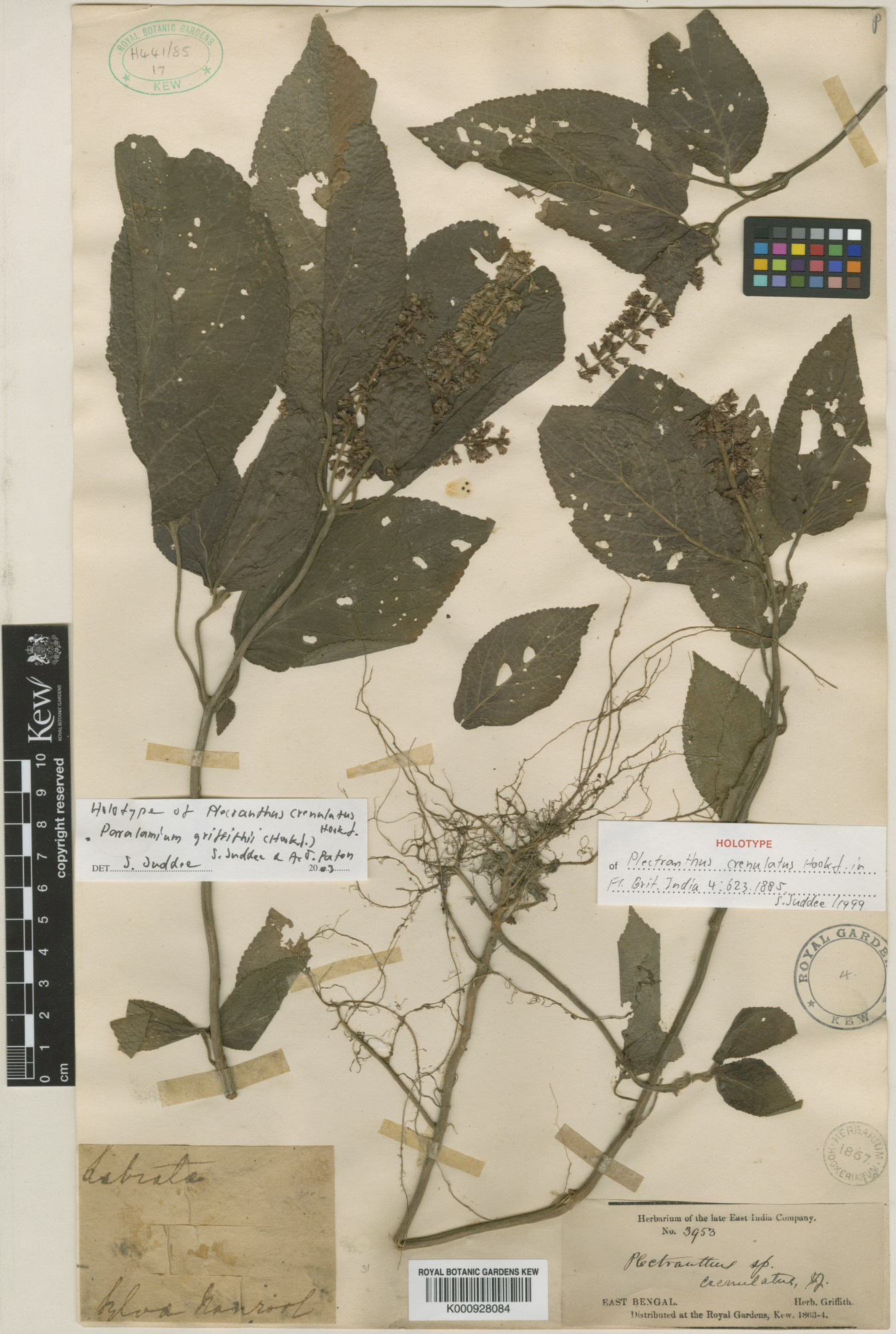
Sammlung von Pflanzenbestandteilen einer Vanilla siamensis

Vanilla siamensis ist eine Pflanzenart aus der Gattung Vanille (Vanilla) in der Familie der Orchideen (Orchidaceae). Sie wächst als Kletterpflanze im tropischen Ostasien.

## Beschreibung
Vanilla siamensis ist eine immergrüne Kletterpflanze, die mehrere Meter lange, dunkelgrüne Sprosse mit 0,4 bis 2 Zentimeter Durchmesser bildet. Die Blätter sind oval, an der Basis keilförmig mit einem breiten, 1,5 bis 2,5 Zentimeter langen Blattstiel, nach vorne ist das Blatt lang ausgezogen. Die Blätter werden neun bis 23 Zentimeter lang und 4,5 bis zehn Zentimeter breit.
Der traubige, mit zahlreichen Blüten besetzte Blütenstand ist 7 bis 14 Zentimeter lang. Blütezeit ist im August. Die Blütenstandsachse ist kantig und leicht zickzackförmig gebogen. Die Tragblätter sind konkav, etwa 0,8 Zentimeter lang und ebenso breit. Blütenstiel und Fruchtknoten messen zusammen etwa zwei Zentimeter. Die leicht duftenden Blüten sind gelblich grün, die Lippe ist weiß, an ihrer Basis gelb. Die Sepalen messen 4,5 Zentimeter Länge bei 1,2 Zentimeter Breite, die Petalen sind etwas breiter, weniger fleischig und auf der Außenseite gekielt. Die Basis der Lippe ist röhrenförmig und mit den Rändern der Säule verwachsen. Weiter vorn ist die Lippe undeutlich dreilappig, die Seitenlappen sind nach oben geschlagen, der Rand der Lippe ist gewellt. Auf der Lippe sitzen fünf längs verlaufende Schwielen, die mit langen Anhängseln besetzt sind, wobei die drei mittleren größer sind. Die Säule ist zwei bis drei Zentimeter lang und auf der Unterseite behaart. Die Kapselfrucht wird etwa 20 Zentimeter lang bei 2,5 Zentimeter Durchmesser.
Die Chromosomenzahl beträgt 2n=32.

## Verbreitung
Vanilla siamensis kommt im Süden der chinesischen Provinz Yunnan, in Thailand, Kambodscha und Vietnam vor. Sie wächst in immergrünen Wäldern in Höhenlagen von 700 bis 1300 Meter.

## Systematik und botanische Geschichte
Vanilla siamensis wurde 1925 von Dorothy G. Downie erstmals beschrieben.
Innerhalb der Gattung Vanilla wird Vanilla siamensis in die Untergattung Xanata und dort in die Sektion Tethya, die alle Arten der Paläotropis enthält, eingeordnet. Vanilla pierrei, die von Gagnepain nur anhand einer Knospe beschrieben wurde, wird von Soto Arenas und Cribb als Synonym betrachtet. Als verwandte Arten nennen sie Vanilla abundiflora und Vanilla kinabaluensis.